# Agylla analimacula
Agylla analimacula är en fjärilsart som beskrevs av Daniel 1953. Agylla analimacula ingår i släktet Agylla och familjen björnspinnare. Inga underarter finns listade i Catalogue of Life.